# Michael Sis
Michael James Sis (ur. 9 stycznia 1960 w Mount Holly) – amerykański duchowny katolicki, biskup San Angelo od 2014.

## Życiorys
Święcenia kapłańskie otrzymał 19 czerwca 1986 i został inkardynowany do diecezji Austin. Przez wiele lat pracował jako kapelan Saint Mary’s Center przy University of Texas. Był także m.in. dyrektorem kurialnego wydziału ds. powołań (2006–2009) oraz wikariuszem generalnym diecezji (2010–2014).
12 grudnia 2013 papież Franciszek mianował go biskupem ordynariuszem diecezji San Angelo. Sakry udzielił mu 27 stycznia 2014 metropolita San Antonio - arcybiskup Gustavo Garcia-Siller.